# Російське географічне товариство

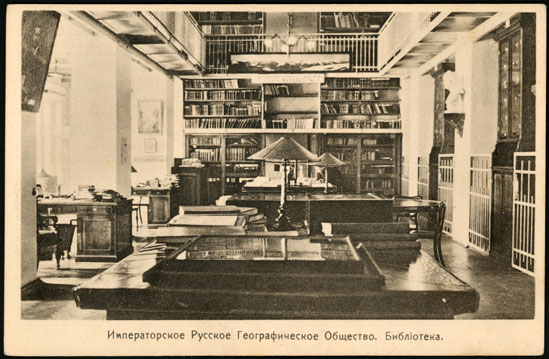
Бібліотека Російського географічного товариства. Санкт-Петербург, 1916 рік

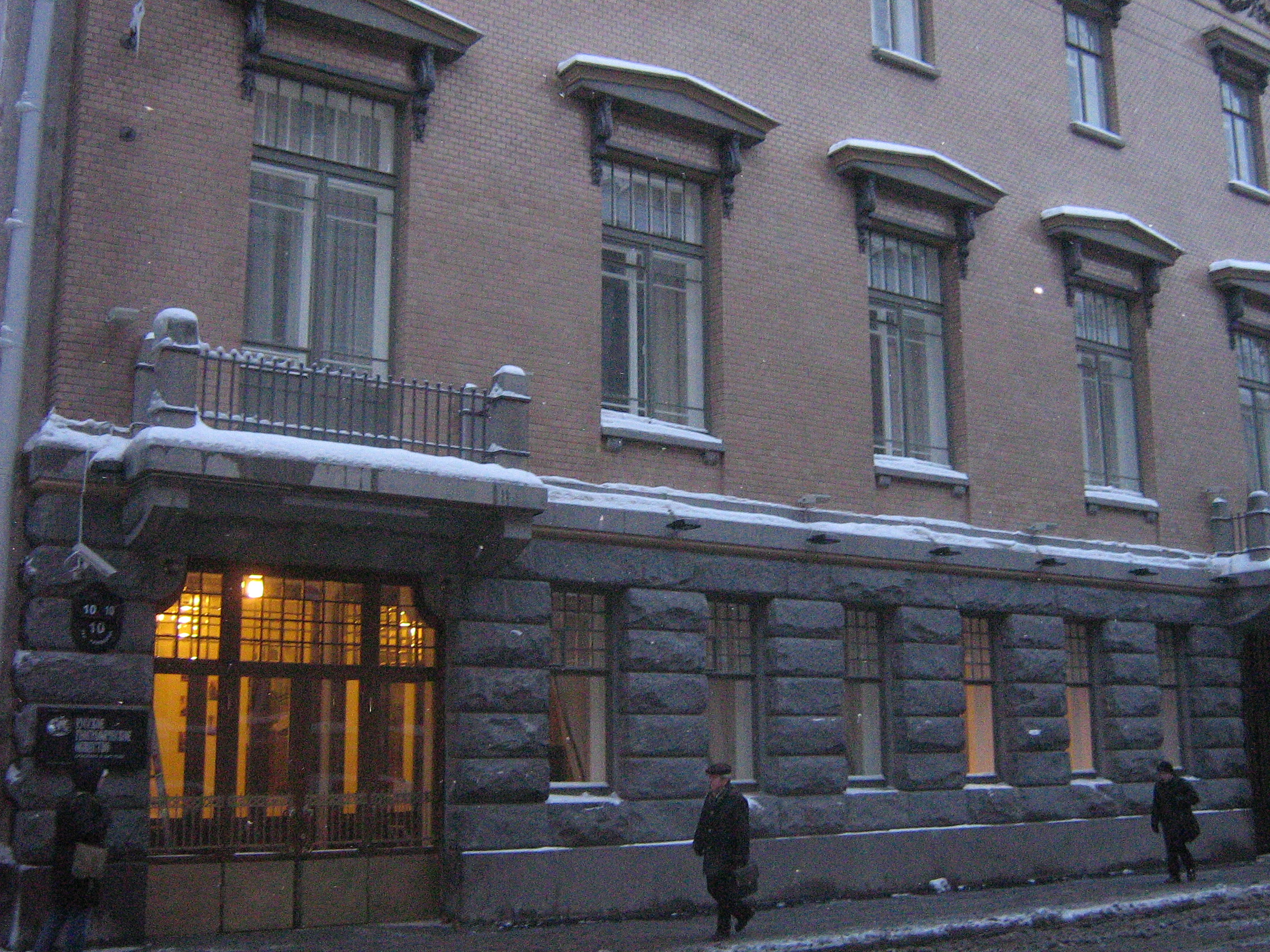
Будівля РГО в Санкт-Петербурзі на провулку Гривцова

Російське географічне товариство (рос. Русское географическое общество) — всеросійська громадська організація науково-просвітницького спрямування, яка об'єднує 27 тис. членів на території всіх суб'єктів Російської Федерації, а також за кордоном. Має 127 регіональних та місцевих відділень, філій та представництв по всій території Росії. Центральна організація РГТ розташовується в Санкт-Петербурзі. Найбільшими регіональними відділеннями РГТ є Приморське і Московське. Партнером РГТ є телеканал «Моя планета».
РГТ засновано 18 серпня 1845 велінням імператора Миколи I в Санкт-Петербурзі. У першій половині XIX століття географічні товариства були створені в низці країн, російське Товариство стало четвертим за віком у Європі після французького, німецького і британського. Основною метою засновників Товариства було вивчення «рідної землі і її людей, що живуть», тобто збирання та поширення географічних, статистичних та етнографічних відомостей про Росію.
З моменту заснування активну участь у роботі РГТ брали найіменитіші прізвища Росії, в тому числі мореплавці Врангель і Літке, астроном Струве, адмірал Крузенштерн, лексикограф Даль, історик Арсеньєв, український картограф Іван Стрільбицький та інші.
Найпомітнішими дослідженнями дореволюційного періоду діяльності РГТ стали етнографічні дослідження народів Росії починаючи з 1848 року, експедиція П. П. Семенова-Тян-Шанського в Тянь-Шань (1856—1857), експедиції М. М. Пржевальського в Уссурійський край (1867—1869) і в Центральну Азію (1871—1888), експедиції М. М. Миклухо-Маклая до Нової Гвінеї, на Філіппіни, до Індонезії, на Малаккський півострів і на острови Океанії (1870 — 1880-і роки).
Після жовтневого перевороту 1917 року РГТ як самостійна громадська організація проіснувало до 1938 року. У квітні 1938 року Товариство було підпорядковано Академії наук СРСР і проіснувало так аж до 1992 року. У цей період Російському географічному товариству було присвоєно нову назву — Всесоюзне географічне товариство.
З діяльністю Товариства в радянські роки пов'язані імена таких відомих вчених як географ, океанограф і картограф Ю. М. Шокальський (керівник Товариства в 1914—1931 роках), генетик, ботанік, селекціонер, географ М. І. Вавилов (президент Товариства в 1931—1940 роках), математик, астроном, дослідник Півночі, один із засновників і головний редактор Великої радянської енциклопедії О. Ю. Шмідт.
У 1992 році організація повернула історичну назву — Російське географічне товариство.